# Chiesa di Sant'Andrea Apostolo (Racines)
La chiesa di Sant'Andrea Apostolo (in tedesco Pfarrkirche zum St. Andreas) è la parrocchiale di Racines (Ratschings) in località Colle, provincia autonoma di Bolzano. Appartiene al decanato di Vipiteno della diocesi di Bolzano-Bressanone, risale al XIV secolo ed è considerata un bene architettonico in Alto Adige.

## Storia

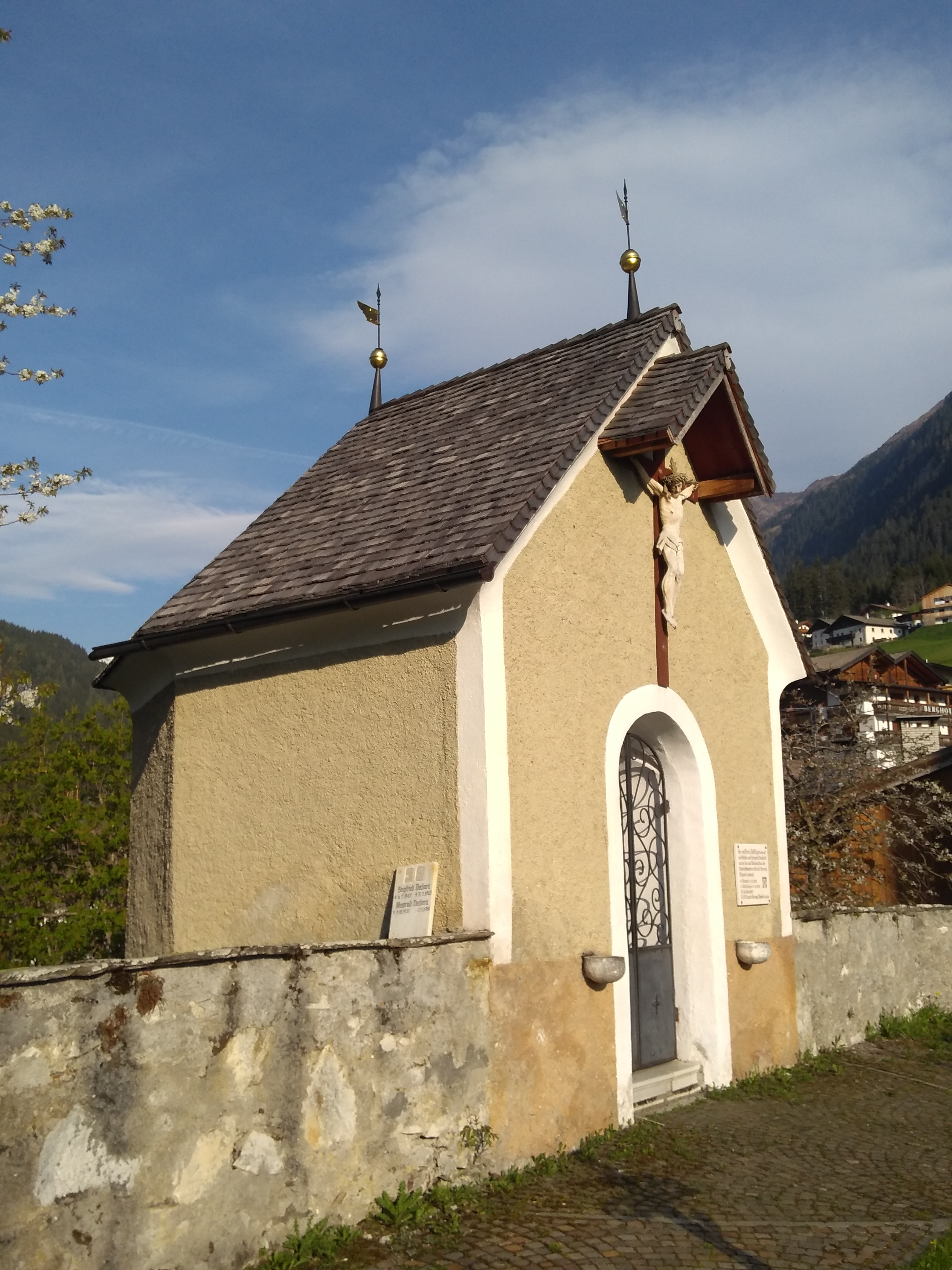
Piccola cappella nel cimitero della comunità accanto alla chiesa di Sant'Andrea Apostolo

La chiesa parrocchiale a Racines venne citata la prima volta nel 1339. Il luogo di culto che ci è pervenuto venne edificato a partire dal 1710 e ultimata nel 1752, secondo lo stile gotico. Nel 1902 la navata è stata arricchita di decorazioni da Rafael Thaler.

## Descrizione
Dal 2005 la chiesa di Sant'Andrea Apostolo in località Colle a Racines è sottoposta a vincolo come bene architettonico in Alto Adige col provvedimento DGP-LAB 4595 del 28 novembre 2005.

### Esterni
La chiesa parrocchiale in località Colle si trova ad ovest rispetto all'abitato di Racines e mostra orientamento verso sud ovest. Sulla facciata la porta è a tutto sesto e incorniciata con marmo bianco. La torre campanaria si alza in posizione arretrata sulla sinistra e la sua cella si apre con quattro grandi finestre a monofora. Attorno alla chiesa si trova il cimitero della comunità.

### Interni
Nella sala la copertura è con volta a botte con lunette e il coro è a semicerchio. L'abside è a tutto sesto. Porta a tutto sesto con cornice in marmo bianco. Nella navata si conservano affreschi di Josef Adam Mölckh realizzati nel 1753, uno dei quali raffigura Sant'Andrea e la moltiplicazione dei pani. Sul soffitto della sal è presente il dipinto realizzato nel 1902 da Rafael Thaler.